# Hugh Jackman
Hugh Michael Jackman (sinh ngày 12 tháng 10 năm 1968) là một nam diễn viên, ca sĩ, nhà sản xuất phim người Úc.
Anh được biết đến nhiều nhất qua vai diễn Wolverine/ Logan. Jackman cũng được biết đến nhờ đóng vai chính trong nhiều bộ phim như phim hài lãng mạn Kate & Leopold (2001), phim hành động Van Helsing (2004), phim chính kịch The Prestige (2006), phim chính kịch giả tưởng The Fountain (2006), phim hài Australia (2008), phim Les Misérables (2012), Prisoners (2013), và phim âm nhạc The Greatest Showman (2017), bộ phim đã giúp anh giành được Giải Grammy cho Album Nhạc phim Xuất sắc nhất. Với việc vào vai Jean Valjean trong Les Misérables, anh đã nhận được đề cử Giải Oscar cho nam diễn viên chính xuất sắc nhất và thắng Giải Quả cầu vàng cho nam diễn viên xuất sắc nhất.
Tháng 11 năm 2008, tạp chí Open Salon đã xếp hạng Hugh Jackman là một trong những người đàn ông hấp dẫn nhất hành tinh.. Cùng thời gian đó, Tạp chí People đã đặt cho Jackman danh hiệu "Người Đàn Ông Hấp Dẫn Nhất Hành Tinh." (Sexiest Man Alive)
Tại Nhà hát Broadway, Jackman từng thắng Giải Tony cho nam diễn viên xuất sắc nhất hạng mục nhạc kịch năm 2004 nhờ vai diễn trong tác phẩm The Boy from Oz. Bốn lần dẫn chương trình trao Giải Tony, anh từng giành 1 Giải Emmy nhờ lần dẫn chương trình tại lễ trao giải năm 2005. Anh cũng từng là người dẫn chương trình tại lễ trao Giải Oscar lần thứ 81 vào ngày 22/2/2009.

## Đầu đời và giáo dục
Jackman sinh ra tại Sydney, New South Wales, là con trai của Grace McNeil (nhũ danh: Greenwood) và Christopher John Jackman - 1 nhân viên kế toán. Cha mẹ của anh là người Anh và họ chuyển đến sống ở Australia trong cuộc di cư "Ten Pound Poms". Ông cố nội của anh là người Hy Lạp. Cha mẹ anh vốn theo đạo Thiên Chúa Giáo, nhưng họ đã cải đạo sang đạo Phúc Âm sau khi kết hôn. Jackman có 4 anh chị em ruột và anh là người con thứ 2 được sinh ra tại Australia. Anh cũng có một người chị em cùng mẹ khác cha, sau cuộc hôn nhân tiếp theo của mẹ. Bố mẹ li dị năm Jackman 8 tuổi, sau đó anh ở lại Australia sống cùng với bố và 2 người anh trai, còn mẹ thì trở về Anh cùng với 2 người chị gái. Hồi còn bé, Hugh rất thích ra ngoài, dành nhiều thời gian để tắm biển và tham gia những chuyến đi cắm trại và tham quan Australia. Anh rất thích được ngắm nhìn thế giới.
Jackman theo học tại trường tiểu học Pymble Public và sau đó học tại trường nam sinh Knox Grammar ở Sydney. Sau khi học xong trung học, anh dành 1 năm nghỉ phép để làm việc tại trường Uppingham ở Anh. Sau đó, anh trở về và học tại Đại học Công nghệ Sydney, tốt nghiệp năm 1991 với bằng BA ngành Giao tiếp.. Trog năm cuối ở đại học, anh tham gia 1 khóa học diễn xuất. Lớp học sau đó đã diễn vở kịch The Memorandum của Václav Havel do Jackman chỉ đạo. Anh từng nói rằng: "Trong 1 tuần học tại đó với những người bạn, tôi thấy có cảm giác như ở nhà nhiều hơn là 3 năm học ở trường đại học".
Sau khi lấy được bằng, Jackman hoàn thành khóa học 1 năm "The Journey" ở Trung tâm diễn xuất tại Sydney. Tiếp đó, anh được đề nghị tham gia 1 vai diễn trong vở kịch opera nổi tiếng Neighbours nhưng anh không nhận mà quyết định theo học tiếp ở Học viện Nghệ thuật Western Australia thuộc trường đại học Edith Cowan rồi tốt nghiệp vào năm 1994..

## Sự nghiệp

### Thuở ban đầu trên sân khấu, điện ảnh và truyền hình
Trong buổi biểu diễn tại lễ tốt nghiệp của học viện, Jackman nhận được 1 cuộc điện thoại mời anh tham gia vào 1 vai trong bộ phim Correlli. Bộ phim được sáng tác bởi diễn viên Denise Roberts đã đánh dấu bước khởi đầu trong sự nghiệp diễn viên chuyên nghiệp của Hugh Jackman. Và cũng nhờ tham gia phim này, anh mới có cơ hội được gặp người vợ tương lai của mình - Deborra-Lee Furness.
Sau Correlli Jackman đã tiếp tục bước lên sân khấu tại Melbourne. Năm 1996, anh nhận lồng tiếng nhân vật Gaston trong phim hoạt hình Beauty and the Beast của hãng Walt Disney và vào vai Joe Gills trong phim Sunset Boulevard. 
Những bộ phim trong thời gian đầu của anh còn có thể kể đến Erskineville Kings và Paperback Hero (1999) cùng một số phim truyền hình như Law of the Land, Halifax f.p., Blue Heelers, và Banjo Paterson's The Man from Snowy River.

### Oklahoma!
Jackman được biết đến rộng rãi vào năm 1998, khi anh đảm nhận vai chính trong vở kịch Oklahoma! ở rạp West End - London. Màn trình diễn đó đã đem lại cho anh 1 đề cử giải Olivier cho diễn viên nhạc kịch xuất sắc nhất. Jackman nói rằng: "Tôi thực sự cảm thấy mình sẽ chẳng thể nào diễn tốt hơn như thế. Có thể nói đó là một trong những mốc sáng chói lọi nhất trong sự nghiệp của tôi".

### VaiWolverine
Năm 1999, Jackman được chọn trở thành nhân vật Wolverine trong bộ phim X-Men(2000), thay thế cho Dougray Scott. Tham gia cùng anh còn có thể kể đến Patrick Stewart, James Marsden, Famke Janssen, và Ian McKellen.
Wolverine là một vai diễn rất khó dành cho Hugh Jackman, bởi vai diễn không có nhiều đoạn hội thoại nhưng lại cần những phân cảnh thể hiện cảm xúc phức tạp. Để chuẩn bị cho vai diễn, anh đã xem cách diễn xuất của Clint Eastwood trong phim Dirty Harry và Mel Gibson trong phim Road Warrior. "Đây là những vai diễn có khá ít những đoạn hội thoại, giống như Wolverine vậy, nhưng bạn có thể thấu hiểu và cảm nhận họ rất rõ. Tôi không chỉ muốn làm theo họ mà còn muốn biết họ đã thực hiện chúng như thế nào."
Jackman cũng phải quen với việc đeo những chiếc móng vuốt sắt của nhân vật Wolverine. "Hàng ngày tôi ở trong phòng khách và đi dạo vòng quanh với các móng vuốt để làm quen với chúng. Tôi có một vết sẹo ở chân, một vết đâm ở trán. Tôi quả thực khá vụng về. Thật may mắn vì tôi đã không nói với họ điều này khi thử vai.
Jackman cao 1m89, hơn 30 cm so với nguyên gốc của nhân vật Wolverine trong truyện tranh, vốn chỉ là 1m60. Vì vậy các nhà làm phim thường phải thực hiện những cảnh quay gần hoặc quay từ bụng trở lên để khiến có cảm giác trông anh lùn hơn, các bạn diễn của anh thậm chí còn phải đi giầy đế cao khi diễn. Jackman cũng phải đáp ứng yêu cầu về cơ bắp dành cho vai diễn này, và để chuẩn bị cho bốn bộ phim của series này, anh đã ép cân lên 139 kg.
Jackman tiếp tục vai diễn của mình trong các phần phim tiếp theo như X-Men United (2003), X-Men: The Last Stand (2006) và  X-Men Origins: Wolverine (2009). Anh cũng xuất hiện trong một phân cảnh trong phần phim X-Men: First Class. Anh tiếp tục trở lại với vai diễn quen thuộc trong The Wolverine (2013) và mới đây là X-Men: Days of Future Past (2014). Năm 2015, Jackman thông báo vai diễn trong Logan năm 2017 sẽ là lần cuối cùng anh hóa thân thành người hùng truyện tranh này..
Năm 2024, anh trở lại với vai Wolverine trong bộ phim Deadpool & Wolverine.

## Công ty sản xuất
Năm 2005, Jackman đã cùng với người trợ lý lâu năm John Palermo thành lập một công ty sản xuất phim có tên là Seed Productions, với dự án đầu tiên mang tên Viva Laughlin vào năm 2007. Vợ của Jackman, Deborra-Lee Furness, cũng tham gia vào công ty. Jackman từng phát biểu: "Tôi rất may mắn có được những người đối tác làm việc như Deb và John Palermo trong cuộc đời. Chúng tôi đều có những điểm mạnh khác nhau. Tôi yêu điều đó. Thật sự rất phấn khích."

## Các sở thích khác

### Thể thao và các hoạt động khác
Với sở trường nhạc kịch, Hugh Jackman còn là một ca sĩ khá xuất sắc. Anh có chất giọng baritone trữ tình, âm sắc ấm áp, hát được nhiều khá thể loại; giọng của anh có thể lực tốt với quãng giọng rất rộng so với các ca sĩ baritone thông thường.

## Cuộc sống đời tư
Jackman có 2 anh trai, 2 chị gái và một người em gái cùng mẹ khác cha sau khi mẹ anh tái hôn.
Jackman cưới Deborra-Lee Furness vào ngày 11/4/1996. Họ gặp gỡ nhau khi cùng tham gia trong dự án Correlli, một bộ phim truyền hình của Australia. Jackman đã tự mình thiết kế chiếc nhẫn cưới cho Furness, và ở trên đó khắc dòng chữ bằng Tiếng Phạn "Om paramar mainamar," dịch ra là "chúng ta dâng hiến sự hòa hợp của mình cho một khởi nguồn mới vĩ đại hơn." Hiện tại họ vẫn đang chia sẻ thời gian bên nhau giữa Sydney và New York.
Furness đã 2 lần bị sẩy thai, vì thế cô và Jackman đã nhận nuôi hai đứa trẻ, Oscar Maximillian (sinh ngày 15/5/2000) và Ava Eliot (sinh ngày 10/7/2005).

## Sự nghiệp diễn xuất

### Điện ảnh
| Năm  | Tên phim                                | Vai diễn                        | Ghi chú                      |
| ---- | --------------------------------------- | ------------------------------- | ---------------------------- |
| 1999 | Erskineville Kings                      | Wace                            |                              |
| 1999 | Paperback Hero                          | Jack Willis                     |                              |
| 2000 | X-Men                                   | Wolverine                       |                              |
| 2001 | Kate & Leopold                          | Leopold                         |                              |
| 2001 | Someone Like You                        | Eddie                           |                              |
| 2001 | Swordfish                               | Stanley Jobson                  |                              |
| 2003 | X2: X-Men United                        | Wolverine                       |                              |
| 2004 | Profile of a Serial Killer              | Eric Ringer                     |                              |
| 2004 | Van Helsing: Khắc tinh ma cà rồng       | Gabriel Van Helsing             |                              |
| 2004 | Van Helsing: The London Assignment      | Gabriel Van Helsing             | Lồng tiếng                   |
| 2005 | Stories of Lost Souls                   | Roger                           | Segment "Standing Room Only" |
| 2006 | Happy Feet                              | Memphis                         | Lồng tiếng                   |
| 2006 | Flushed Away                            | Roddy                           | Lồng tiếng                   |
| 2006 | The Prestige                            | Robert Angier                   |                              |
| 2006 | The Fountain                            | Tomas / Tommy / Tom Creo        |                              |
| 2006 | Scoop                                   | Peter Lyman                     |                              |
| 2006 | X-Men: The Last Stand                   | Wolverine                       |                              |
| 2008 | Deception                               | Wyatt Bose                      | Kiêm nhà sản xuất            |
| 2008 | Uncle Jonny                             | Uncle Russell                   | Short film                   |
| 2008 | Australia                               | The Drover                      |                              |
| 2008 | The Burning Season                      | Người dẫn chuyện                | Phim tài liệu                |
| 2009 | X-Men Origins: Wolverine                | Wolverine                       | Kiêm nhà sản xuất            |
| 2011 | X-Men: First Class                      | Wolverine                       | Cameo không nhắc đến         |
| 2011 | Snow Flower and the Secret Fan          | Arthur                          |                              |
| 2011 | Real Steel                              | Charlie Kenton                  |                              |
| 2012 | Butter                                  | Boyd Bolton                     |                              |
| 2012 | Rise of the Guardians                   | Bunnymund (Easter Bunny)        | Lồng tiếng                   |
| 2012 | Les Misérables                          | Jean Valjean                    |                              |
| 2013 | Movie 43                                | Davis                           |                              |
| 2013 | The Wolverine                           | Wolverine                       | Kiêm nhà sản xuất            |
| 2013 | Prisoners                               | Keller Dover                    |                              |
| 2014 | X-Men: Days of Future Past              | Wolverine                       |                              |
| 2014 | Night at the Museum: Secret of the Tomb | Chính mình                      | Cameo                        |
| 2015 | Chappie                                 | Vincent Moore                   |                              |
| 2015 | Pan                                     | Blackbeard                      |                              |
| 2016 | Eddie the Eagle                         | Bronson Peary                   |                              |
| 2016 | X-Men: Apocalypse                       | Wolverine                       | Cameo không nhắc đến         |
| 2017 | Logan                                   | Logan / X-24                    |                              |
| 2017 | The Greatest Showman                    | P.T Barnum                      |                              |
| 2018 | The Front Runner                        | Gary Hart                       |                              |
| 2019 | Missing Link                            | Quý ngài Lionel Frost           | Lồng tiếng                   |
| 2019 | Bad Education                           | Frank Tassone                   |                              |
| 2021 | Free Guy                                | Người chơi đeo mặt nạ trong hẻm | Lồng tiếng khách mời         |
| 2021 | Reminiscence                            | Nicolas "Nick" Bannister        |                              |
| 2022 | The Son                                 | Peter                           | Hậu kỳ                       |
| 2024 | Deadpool & Wolverine                    | Wolverine                       |                              |

### Truyền hình
| Năm     | Chương trình/ Truyền hình | Vai diễn                | Ghi chú                                   |
| ------- | ------------------------- | ----------------------- | ----------------------------------------- |
| 1994    | Law of the Land           | Charles "Chicka" McCray | Episode: "Win, Lose and Draw"             |
| 1995    | Correlli                  | Kevin Jones             | 10 episodes                               |
| 1995    | Blue Heelers              | Brady Jackson           | Episode: "Just Desserts"                  |
| 1996    | The Man from Snowy River  | Duncan Jones            | 5 episodes                                |
| 1998    | Halifax f.p.              | Eric Ringer             | Episode: "Afraid of the Dark"             |
| 2001    | Saturday Night Live       | Himself/Host            | Episode: "Hugh Jackman/Mick Jagger"       |
| 2003    | Giải Tony lần thứ 57      | Himself/Host            | TV Special                                |
| 2004    | Giải Tony lần thứ 58      | Himself/Host            | TV Special                                |
| 2005    | Giải Tony lần thứ 59      | Himself/Host            | TV Special                                |
| 2006    | An Aussie Goes Barmy      | Narrator                | 1 episode                                 |
| 2006–07 | Punk'd                    | Bản thân                | 2 episodes                                |
| 2007    | Viva Laughlin             | Nicky Fontana           | Episode: "Pilot", also executive producer |
| 2008    | An Aussie Goes Bolly      | Narrator                | 6 tập                                     |
| 2009    | Giải Oscar lần thứ 81     | Dẫn chương trình        | TV Special                                |
| 2010    | Sesame Street             | Bản thân                | Tập: "Tribute to Number Seven"            |
| 2011    | WWE Raw                   | Bản thân                | Tập: "955"                                |
| 2011    | Saturday Night Live       | Daniel Radcliffe        | Tập: "Ben Stiller/Foster the People"      |
| 2013    | Top Gear                  | Bản thân                | Tập: ""20.4""                             |
| 2013    | Christmas in Washington   | Bản thân                | TV Special                                |
| 2014    | WWE Raw                   | Bản thân                | Tập "1,091"                               |
| 2014    | 68th Tony Awards          | Bản thân                | TV Special                                |

### Sân khấu
| Năm  | Vở kịch                            | Vai diễn      | Ghi chú      |
| ---- | ---------------------------------- | ------------- | ------------ |
| 1998 | Oklahoma!                          | Curly McLain  | West End     |
| 2002 | The Boy from Oz                    | Peter Allen   | New York     |
| 2002 | Carousel                           | Billy Bigelow | Off-Broadway |
| 2003 | The Boy from Oz                    | Peter Allen   | Broadway     |
| 2006 | The Boy from Oz: The Arena Musical | Peter Allen   | Australia    |
| 2009 | A Steady Rain                      | Denny         | Broadway     |
| 2011 | Hugh Jackman: Back on Broadway     | Himself       | Broadway     |
| 2014 | The River                          | The Man       | Broadway     |

## Giải thưởng và đề cử

### Giải thưởng
- 1998 Mo Award for Best Actor in a Musical - Sunset Boulevard
- 1999 Australian Movie Convention, Australian Star of the Year
- 2000 Film Critics Circle of Australia Award for Best Actor in a Drama - Erskineville Kings
- 2004 Drama Desk Award for Outstanding Actor in a Musical - The Boy from Oz
- 2004 Theatre World Award - The Boy from Oz
- 2004 Tony Award for Best Leading Actor in a Musical - The Boy from Oz
- 2005 Emmy Award for Outstanding Individual Performance in a Variety or Music Program - 58th Annual Tony Awards Ceremonies

### Đề cử
- 1997 Mo Award for Best Actor in a Musical - Beauty and the Beast
- 1998 Olivier Award for Best Actor in a Musical - Oklahoma!
- 1999 Australian Film Industry Award for Best Actor - Erskineville Kings
- 2002 Golden Globe Award - Kate & Leopold
- 2005 Emmy Award for Outstanding Individual Performance in a Variety or Music Program - 59th Annual Tony Awards Ceremonies
- 2012 Giải Oscar cho nam diễn viên chính xuất sắc nhất - Những người khốn khổ

## Link liên kết
1. ↑  "Monitor". Entertainment Weekly. số 1228/1229. Time Inc. 12/19 Oct 2012. tr. 23. {{Chú thích báo}}: Kiểm tra giá trị ngày tháng trong: |date= (trợ giúp)
2. ↑  "Salon.com". Bản gốc lưu trữ ngày 20 tháng 8 năm 2010. Truy cập ngày 24 tháng 10 năm 2015.
3. ↑  Gans, Andrew."Tony Winner Jackman to Host Academy Awards," playbill.com, ngày 12 tháng 12 năm 2008
4. ↑  Sullivan, Leanne (2009). Who's who in Australia. Crown Content. ISBN 978-1-74095-166-1. Truy cập ngày 9 tháng 11 năm 2013.
5. 1 2 3 4  Illey, Chrissy (ngày 3 tháng 10 năm 2011). "Hugh Jackman: The Wonderful Wizard of Oz". The Daily Telegraph. London. Truy cập ngày 9 tháng 11 năm 2013.
6. ↑  Χιου Τζάκμαν: «Στις φλέβες μου κυλάει ελληνικό αίμα» [Hugh Jackman: "Greek blood runs in my veins"]. Star Channel. ngày 24 tháng 5 năm 2014. Bản gốc lưu trữ ngày 4 tháng 3 năm 2016. Truy cập ngày 9 tháng 12 năm 2014. It is true, I have Greek origins. Bellas was the family name two generations back... I feel like I'm part Greek and I am actually by blood.
7. ↑  Jovic, Maja (ngày 26 tháng 5 năm 2014). "Jackman's ready for Greece". Neos Kosmos. Truy cập ngày 9 tháng 12 năm 2014. The family surname was Bellas. My great-grandfather, from my father's side, was Greek... It was an island, I think Ios, is that right? I have not been there yet, but my dad and his brother used to go a lot.
8. 1 2 3  "Hugh Jackman". Inside the Actors Studio. Bravo.; can be viewed at http://www.youtube.com/watch?v=Sf6DH_LKjro
9. ↑  "Jackman's Sisterly Pride". Teen Hollywood. ngày 21 tháng 5 năm 2004. Bản gốc lưu trữ ngày 25 tháng 4 năm 2013. Truy cập ngày 9 tháng 11 năm 2013.
10. ↑  "Hugh Jackman relishes performing". Today.com. Associated Press. ngày 11 tháng 5 năm 2004. Truy cập ngày 9 tháng 11 năm 2013.
11. ↑  "Hugh Jackman and his mum finally at peace". Perth Now. ngày 18 tháng 11 năm 2009. Truy cập ngày 9 tháng 11 năm 2013.
12. 1 2 3 4 5  Biography Today. Detroit, Michigan: Omnigraphics. 2010. tr. 86. ISBN 978-0-7808-1058-7.
13. ↑  Scobie, Claire (ngày 18 tháng 12 năm 2008). "Hugh Jackman: X Appeal". The Daily Telegraph. UK. Truy cập ngày 6 tháng 9 năm 2010.
14. ↑  "Hollywood star, Hugh Jackman, returns to Uppingham". Uppingham School. ngày 25 tháng 5 năm 2012. Bản gốc lưu trữ ngày 9 tháng 11 năm 2013. Truy cập ngày 9 tháng 11 năm 2013.
15. ↑  "Alumnus Hugh Jackman honoured at UTS 20-year celebration". Truy cập ngày 27 tháng 5 năm 2009.
16. ↑  Lariviere, Serafin (ngày 29 tháng 6 năm 2011). "Hugh Jackman on overcoming his fear of being called a poof". Daily Xtra. Bản gốc lưu trữ ngày 9 tháng 11 năm 2013. Truy cập ngày 9 tháng 11 năm 2013.
17. ↑  "home and away". Bản gốc lưu trữ ngày 21 tháng 2 năm 2009. Truy cập ngày 27 tháng 5 năm 2009.
18. ↑  "Jackman back as boy from Waapa". Bản gốc lưu trữ ngày 17 tháng 4 năm 2009. Truy cập ngày 27 tháng 5 năm 2009.
19. ↑  "Hugh Jackman". imdb.com. Truy cập ngày 18 tháng 12 năm 2008.
20. ↑  Marvel Universe: Wolverine (James Howlett) Marvel.com
21. ↑  Fleming, Michael (tháng 12 năm 2008). "Playboy Interview: Hugh Jackman". Playboy. tr. 62.
22. ↑  "Why Hugh Jackman Is Walking Away From Wolverine". Cinema Blend. ngày 7 tháng 5 năm 2015. Truy cập ngày 8 tháng 5 năm 2015.
23. ↑  Roberts, Sheila. "Hugh Jackman Interview, The Fountain". Moviesonline.ca. Bản gốc lưu trữ ngày 9 tháng 7 năm 2010. Truy cập ngày 6 tháng 9 năm 2010.
24. ↑  "Movie News". Comingsoon.net. Lưu trữ bản gốc ngày 18 tháng 5 năm 2011. Truy cập ngày 6 tháng 9 năm 2010.
25. ↑  "Enough Rope with Andrew Denton". Abc.net.au. ngày 29 tháng 3 năm 2004. Truy cập ngày 6 tháng 9 năm 2010.
26. ↑  ngày 15 tháng 11 năm 2008 12:00AM (ngày 15 tháng 11 năm 2008). "Jackman buys apartment in Manhattan". News.com.au. Bản gốc lưu trữ ngày 6 tháng 1 năm 2009. Truy cập ngày 6 tháng 9 năm 2010.{{Chú thích báo}}:  Quản lý CS1: tên số: danh sách tác giả (liên kết)
27. ↑  "Furness on enough rope-adoption". Abc.net.au. ngày 29 tháng 3 năm 2004. Truy cập ngày 6 tháng 9 năm 2010.
28. ↑  Gans, Andrew (ngày 12 tháng 12 năm 2008). "Tony Winner Jackman to Host Academy Awards". Playbill. Truy cập ngày 9 tháng 11 năm 2013.